# Robinsonecio
Robinsonecio é um género botânico pertencente à família Asteraceae.

## Espécies
O género Robinsonecio inclui duas espécies:
- Robinsonecio gerberifolius T.M.Barkley & Janovec
- Robinsonecio porphyresthes (T.M.Barkley) T.M.Barkley & Janovec